# Fernando Montero de Espinosa y Herrera
Fernando Montero de Espinosa y Herrera (Almendralejo, 1825-Almendralejo, 1900) fue un ingeniero militar y político español, diputado y senador.

## Biografía
Nacido en la localidad pacense de Almendralejo el 24 de junio de 1825, en la familia de los marqueses de la Colonia, era hijo del coronel de infantería Isidoro y de Dolores. Fue militar desde muy joven y estudió en el colegio de Guadalajara, llegando, como su padre, al empleo de coronel del cuerpo de ingenieros, cuando se retiró en 1872. Su amistad con López de Ayala le llevó a las Cortes Constituyentes de 1869; más tarde fue elegido senador en 1871 y, nuevamente, en 1876. Por decreto de la corona fue nombrado en 1877 senador vitalicio. Nicolás Díaz y Pérez nota como en relación con la carrera política de Montero de Espinosa como habría transcurrido «sin que en su larga carrera parlamentaria haya dado señales de existencia ni en el Congreso, ni en el Senado». Ángel María Segovia escribió (Figuras y figurones, tom. XIV, Madrid, 1881) sobre él en términos «no muy lisonjeros». Falleció a finales de agosto de 1900 en su localidad natal.